# Shine Nova Championship
Le Shine Nova Championship que l'on peut traduire par championnat Nova de la Shine est un championnat de catch utilisé par la Shine Wrestling. Il s'agit du championnat individuel secondaire de cette fédération. Il est créé le 12 mai 2017 quand cette fédération annonce l'organisation d'un tournoi afin de désigner la première championne. Priscilla Kelly remporte ce tournoi après sa victoire face à Candy Cartwright. Trois catcheuses ont détenu ce titre. L'actuelle championne est Natalie Markova.

## Histoire
Le 12 mai 2017, la Shine Wrestling annonce la création du championnat Nova de la Shine et l'organisation d'un tournoi ldu 13 au 14 juillet pour désigner la première championne. Le 21 juin, la fédération annonce qu'elle décale le tournoi car les dates coincident avec l'enregistrement du tournoi Mae Young Classic auquel participe plusieurs catcheuses. Ce tournoi va commencer le 14 juillet à SHINE 43 pour se terminer deux jours plus tard au cours de SHINE 44.
Les participantes sont :
- Aja Perera[3]
- Robyn Reid[3]
- Amanda Carolina Rodriguez (ACR)[3]
- Candy Cartwight[3]
- Dynamite DiDi[3]
- Priscilla Kelly[3]
- Holidead[3]
- Ivelisse[3]
- La Rosa Negra (en)[3]
- Jordynne Grace[3]
- Shotzi Blackheart[3]
- Aria Blake[3]
- Veda Scott (en)[3]
- Leah Vaughan (en)[3]
- Stormie Lee[3]
- Kiera Hogan[3]

|  | Huitièmes de finale       | Huitièmes de finale       | Huitièmes de finale      | Huitièmes de finale      |                  |                  | Quarts de finale         | Quarts de finale         | Quarts de finale         | Quarts de finale         |  |  | Demi-finales             | Demi-finales             | Demi-finales             | Demi-finales             |  |  | Finale                   | Finale                   | Finale                   | Finale                   |
|  |                           |                           |                          |                          |                  |                  |                          |                          |                          |                          |  |  |                          |                          |                          |                          |  |  |                          |                          |                          |                          |
|  | Ybor City, le 14 juillet  | Ybor City, le 14 juillet  | Ybor City, le 14 juillet | Ybor City, le 14 juillet |                  |                  | Ybor City, le 16 juillet | Ybor City, le 16 juillet | Ybor City, le 16 juillet | Ybor City, le 16 juillet |  |  | Ybor City, le 16 juillet | Ybor City, le 16 juillet | Ybor City, le 16 juillet | Ybor City, le 16 juillet |  |  | Ybor City, le 16 juillet | Ybor City, le 16 juillet | Ybor City, le 16 juillet | Ybor City, le 16 juillet |
|  | Candy Cartwright          | Candy Cartwright          | Tombé                    | Tombé                    |                  |                  | Ybor City, le 16 juillet | Ybor City, le 16 juillet | Ybor City, le 16 juillet | Ybor City, le 16 juillet |  |  | Ybor City, le 16 juillet | Ybor City, le 16 juillet | Ybor City, le 16 juillet | Ybor City, le 16 juillet |  |  | Ybor City, le 16 juillet | Ybor City, le 16 juillet | Ybor City, le 16 juillet | Ybor City, le 16 juillet |
|  | Candy Cartwright          | Candy Cartwright          | Tombé                    | Tombé                    |                  |                  | Ybor City, le 16 juillet | Ybor City, le 16 juillet | Ybor City, le 16 juillet | Ybor City, le 16 juillet |  |  | Ybor City, le 16 juillet | Ybor City, le 16 juillet | Ybor City, le 16 juillet | Ybor City, le 16 juillet |  |  | Ybor City, le 16 juillet | Ybor City, le 16 juillet | Ybor City, le 16 juillet | Ybor City, le 16 juillet |
|  | Robyn Reid                | Robyn Reid                | -                        | -                        |                  |                  | Ybor City, le 16 juillet | Ybor City, le 16 juillet | Ybor City, le 16 juillet | Ybor City, le 16 juillet |  |  | Ybor City, le 16 juillet | Ybor City, le 16 juillet | Ybor City, le 16 juillet | Ybor City, le 16 juillet |  |  | Ybor City, le 16 juillet | Ybor City, le 16 juillet | Ybor City, le 16 juillet | Ybor City, le 16 juillet |
|  | Robyn Reid                | Robyn Reid                | -                        | -                        | Candy Cartwright | Candy Cartwright | -                        | -                        |                          |                          |  |  | Ybor City, le 16 juillet | Ybor City, le 16 juillet | Ybor City, le 16 juillet | Ybor City, le 16 juillet |  |  | Ybor City, le 16 juillet | Ybor City, le 16 juillet | Ybor City, le 16 juillet | Ybor City, le 16 juillet |
|  | Ybor City, le 14 juillet  |                           |                          |                          | Candy Cartwright | Candy Cartwright | -                        | -                        |                          |                          |  |  | Ybor City, le 16 juillet | Ybor City, le 16 juillet | Ybor City, le 16 juillet | Ybor City, le 16 juillet |  |  | Ybor City, le 16 juillet | Ybor City, le 16 juillet | Ybor City, le 16 juillet | Ybor City, le 16 juillet |
|  |                           |                           | N/A                      | N/A                      | -                | -                |                          |                          |                          |                          |  |  | Ybor City, le 16 juillet | Ybor City, le 16 juillet | Ybor City, le 16 juillet | Ybor City, le 16 juillet |  |  | Ybor City, le 16 juillet | Ybor City, le 16 juillet | Ybor City, le 16 juillet | Ybor City, le 16 juillet |
|  | Holidead                  | Holidead                  | N/A                      | N/A                      | -                | -                | Limite de temps          | Limite de temps          |                          |                          |  |  | Ybor City, le 16 juillet | Ybor City, le 16 juillet | Ybor City, le 16 juillet | Ybor City, le 16 juillet |  |  | Ybor City, le 16 juillet | Ybor City, le 16 juillet | Ybor City, le 16 juillet | Ybor City, le 16 juillet |
|  | Holidead                  | Holidead                  | Ybor City, le 16 juillet |                          |                  |                  | Limite de temps          | Limite de temps          |                          |                          |  |  | Ybor City, le 16 juillet | Ybor City, le 16 juillet | Ybor City, le 16 juillet | Ybor City, le 16 juillet |  |  | Ybor City, le 16 juillet | Ybor City, le 16 juillet | Ybor City, le 16 juillet | Ybor City, le 16 juillet |
|  | Ivelisse                  | Ivelisse                  | Limite de temps          | Limite de temps          |                  |                  |                          |                          |                          |                          |  |  | Ybor City, le 16 juillet | Ybor City, le 16 juillet | Ybor City, le 16 juillet | Ybor City, le 16 juillet |  |  | Ybor City, le 16 juillet | Ybor City, le 16 juillet | Ybor City, le 16 juillet | Ybor City, le 16 juillet |
|  | Ivelisse                  | Ivelisse                  | Limite de temps          | Limite de temps          | Candy Cartwright | Candy Cartwright | Tombé                    | Tombé                    |                          |                          |  |  |                          |                          |                          |                          |  |  | Ybor City, le 16 juillet | Ybor City, le 16 juillet | Ybor City, le 16 juillet | Ybor City, le 16 juillet |
|  | Ybor City, le 14 juillet  |                           |                          |                          | Candy Cartwright | Candy Cartwright | Tombé                    | Tombé                    |                          |                          |  |  |                          |                          |                          |                          |  |  | Ybor City, le 16 juillet | Ybor City, le 16 juillet | Ybor City, le 16 juillet | Ybor City, le 16 juillet |
|  |                           |                           | Jordynne Grace           | Jordynne Grace           | -                | -                |                          |                          |                          |                          |  |  |                          |                          |                          |                          |  |  | Ybor City, le 16 juillet | Ybor City, le 16 juillet | Ybor City, le 16 juillet | Ybor City, le 16 juillet |
|  | Aria Blake                | Aria Blake                | Jordynne Grace           | Jordynne Grace           | -                | -                | Tombé                    | Tombé                    |                          |                          |  |  |                          |                          |                          |                          |  |  | Ybor City, le 16 juillet | Ybor City, le 16 juillet | Ybor City, le 16 juillet | Ybor City, le 16 juillet |
|  | Aria Blake                | Aria Blake                | Ybor City, le 16 juillet |                          |                  |                  | Tombé                    | Tombé                    |                          |                          |  |  |                          |                          |                          |                          |  |  | Ybor City, le 16 juillet | Ybor City, le 16 juillet | Ybor City, le 16 juillet | Ybor City, le 16 juillet |
|  | Dynamite DiDi             | Dynamite DiDi             | -                        | -                        |                  |                  |                          |                          |                          |                          |  |  |                          |                          |                          |                          |  |  | Ybor City, le 16 juillet | Ybor City, le 16 juillet | Ybor City, le 16 juillet | Ybor City, le 16 juillet |
|  | Dynamite DiDi             | Dynamite DiDi             | -                        | -                        | Jordynne Grace   | Jordynne Grace   | Soumission               | Soumission               |                          |                          |  |  |                          |                          |                          |                          |  |  | Ybor City, le 16 juillet | Ybor City, le 16 juillet | Ybor City, le 16 juillet | Ybor City, le 16 juillet |
|  | Ybor City, le 14 juillet  |                           |                          |                          | Jordynne Grace   | Jordynne Grace   | Soumission               | Soumission               |                          |                          |  |  |                          |                          |                          |                          |  |  | Ybor City, le 16 juillet | Ybor City, le 16 juillet | Ybor City, le 16 juillet | Ybor City, le 16 juillet |
|  |                           |                           | Aria Blake               | Aria Blake               | -                | -                |                          |                          |                          |                          |  |  |                          |                          |                          |                          |  |  | Ybor City, le 16 juillet | Ybor City, le 16 juillet | Ybor City, le 16 juillet | Ybor City, le 16 juillet |
|  | Jordynne Grace            | Jordynne Grace            | Aria Blake               | Aria Blake               | -                | -                | Tombé                    | Tombé                    |                          |                          |  |  |                          |                          |                          |                          |  |  | Ybor City, le 16 juillet | Ybor City, le 16 juillet | Ybor City, le 16 juillet | Ybor City, le 16 juillet |
|  | Jordynne Grace            | Jordynne Grace            | Ybor City, le 16 juillet |                          |                  |                  | Tombé                    | Tombé                    |                          |                          |  |  |                          |                          |                          |                          |  |  | Ybor City, le 16 juillet | Ybor City, le 16 juillet | Ybor City, le 16 juillet | Ybor City, le 16 juillet |
|  | La Rosa Negra (en)        | La Rosa Negra (en)        | -                        | -                        |                  |                  |                          |                          |                          |                          |  |  |                          |                          |                          |                          |  |  | Ybor City, le 16 juillet | Ybor City, le 16 juillet | Ybor City, le 16 juillet | Ybor City, le 16 juillet |
|  | La Rosa Negra (en)        | La Rosa Negra (en)        | -                        | -                        | Candy Cartwright | Candy Cartwright | -                        | -                        |                          |                          |  |  |                          |                          |                          |                          |  |  |                          |                          |                          |                          |
|  | Ybor City, le 14 juillet  |                           |                          |                          | Candy Cartwright | Candy Cartwright | -                        | -                        |                          |                          |  |  |                          |                          |                          |                          |  |  |                          |                          |                          |                          |
|  |                           |                           | Priscilla Kelly          | Priscilla Kelly          | Soumission       | Soumission       |                          |                          |                          |                          |  |  |                          |                          |                          |                          |  |  |                          |                          |                          |                          |
|  | Aja Perera                | Aja Perera                | Priscilla Kelly          | Priscilla Kelly          | Soumission       | Soumission       | Tombé                    | Tombé                    |                          |                          |  |  |                          |                          |                          |                          |  |  |                          |                          |                          |                          |
|  | Aja Perera                | Aja Perera                |                          |                          |                  |                  |                          | Tombé                    |                          |                          |  |  |                          |                          |                          |                          |  |  |                          |                          |                          |                          |
|  | Stormie Lee               | Stormie Lee               | -                        | -                        |                  |                  |                          |                          |                          |                          |  |  |                          |                          |                          |                          |  |  |                          |                          |                          |                          |
|  | Stormie Lee               | Stormie Lee               | -                        | -                        | Aja Perera       | Aja Perera       | -                        | -                        |                          |                          |  |  |                          |                          |                          |                          |  |  |                          |                          |                          |                          |
|  | Ybor City, le 14 juillet  |                           |                          |                          | Aja Perera       | Aja Perera       | -                        | -                        |                          |                          |  |  |                          |                          |                          |                          |  |  |                          |                          |                          |                          |
|  |                           |                           | Kiera Hogan              | Kiera Hogan              | Tombé            | Tombé            |                          |                          |                          |                          |  |  |                          |                          |                          |                          |  |  |                          |                          |                          |                          |
|  | Kiera Hogan               | Kiera Hogan               | Kiera Hogan              | Kiera Hogan              | Tombé            | Tombé            | Tombé                    | Tombé                    |                          |                          |  |  |                          |                          |                          |                          |  |  |                          |                          |                          |                          |
|  | Kiera Hogan               | Kiera Hogan               | Ybor City, le 16 juillet |                          |                  |                  | Tombé                    | Tombé                    |                          |                          |  |  |                          |                          |                          |                          |  |  |                          |                          |                          |                          |
|  | Shotzi Blackheart         | Shotzi Blackheart         | -                        | -                        |                  |                  |                          |                          |                          |                          |  |  |                          |                          |                          |                          |  |  |                          |                          |                          |                          |
|  | Shotzi Blackheart         | Shotzi Blackheart         | -                        | -                        | Kiera Hogan      | Kiera Hogan      | -                        | -                        |                          |                          |  |  |                          |                          |                          |                          |  |  |                          |                          |                          |                          |
|  | Ybor City, le 14 juillet  |                           |                          |                          | Kiera Hogan      | Kiera Hogan      | -                        | -                        |                          |                          |  |  |                          |                          |                          |                          |  |  |                          |                          |                          |                          |
|  |                           |                           | Priscilla Kelly          | Priscilla Kelly          | Soumission       | Soumission       |                          |                          |                          |                          |  |  |                          |                          |                          |                          |  |  |                          |                          |                          |                          |
|  | Amanda Carolina Rodriguez | Amanda Carolina Rodriguez | Priscilla Kelly          | Priscilla Kelly          | Soumission       | Soumission       | -                        | -                        |                          |                          |  |  |                          |                          |                          |                          |  |  |                          |                          |                          |                          |
|  | Amanda Carolina Rodriguez | Amanda Carolina Rodriguez |                          |                          |                  |                  |                          | -                        |                          |                          |  |  |                          |                          |                          |                          |  |  |                          |                          |                          |                          |
|  | Leah Vaughan (en)         | Leah Vaughan (en)         | Soumission               | Soumission               |                  |                  |                          |                          |                          |                          |  |  |                          |                          |                          |                          |  |  |                          |                          |                          |                          |
|  | Leah Vaughan (en)         | Leah Vaughan (en)         | Soumission               | Soumission               | Leah Vaughan     | Leah Vaughan     | -                        | -                        |                          |                          |  |  |                          |                          |                          |                          |  |  |                          |                          |                          |                          |
|  | Ybor City, le 14 juillet  |                           |                          |                          | Leah Vaughan     | Leah Vaughan     | -                        | -                        |                          |                          |  |  |                          |                          |                          |                          |  |  |                          |                          |                          |                          |
|  |                           |                           | Priscilla Kelly          | Priscilla Kelly          | Soumission       | Soumission       |                          |                          |                          |                          |  |  |                          |                          |                          |                          |  |  |                          |                          |                          |                          |
|  | Priscilla Kelly           | Priscilla Kelly           | Priscilla Kelly          | Priscilla Kelly          | Soumission       | Soumission       | Soumission               | Soumission               |                          |                          |  |  |                          |                          |                          |                          |  |  |                          |                          |                          |                          |
|  | Priscilla Kelly           | Priscilla Kelly           |                          |                          |                  |                  |                          | Soumission               |                          |                          |  |  |                          |                          |                          |                          |  |  |                          |                          |                          |                          |
|  | Veda Scott (en)           | Veda Scott (en)           | -                        | -                        |                  |                  |                          |                          |                          |                          |  |  |                          |                          |                          |                          |  |  |                          |                          |                          |                          |
|  | Veda Scott (en)           | Veda Scott (en)           | -                        | -                        |                  |                  |                          |                          |                          |                          |  |  |                          |                          |                          |                          |  |  |                          |                          |                          |                          |
|  |                           |                           |                          |                          |                  |                  |                          |                          |                          |                          |  |  |                          |                          |                          |                          |  |  |                          |                          |                          |                          |

| # | Championne        | Règne | Date              | Durée                    | Evènement                               | Lieu                 | Notes                                                                                             | Réf    |
| - | ----------------- | ----- | ----------------- | ------------------------ | --------------------------------------- | -------------------- | ------------------------------------------------------------------------------------------------- | ------ |
| 1 | Priscilla Kelly   | 1     | 16 juillet 2017   | 7 mois et 22 jours       | SHINE 44                                | Ybor City (Floride)  | Elle bat Candy Cartwight en finale d'un tournoi.                                                  | [ 6 ]  |
| 2 | Candy Cartwight   | 1     | 10 mars 2018      | 7 mois et 23 jours       | SHINE 49                                | New York (New York)  |                                                                                                   | [ 7 ]  |
| 3 | Aja Perera        | 1     | 2 novembre 2018   | 6 mois et 8 jours        | SHINE 54                                | Ybor City (Floride)  |                                                                                                   | [ 8 ]  |
| 4 | Shotzi Blackheart | 1     | 10 mai 2019       | 6 mois et 23 jours       | SHINE 58                                | Livonia (Michigan)   |                                                                                                   | [ 9 ]  |
| - | Vacant            | 1     | 3 décembre 2019   | 3 mois et 3 jours        | NC                                      | NC                   | Le titre est vacant à la suite du départ de Shotzi Blackheart à la World Wrestling Entertainment. | [ 10 ] |
| 5 | Natalie Markova   | 1     | 14 décembre 2019  | 1 an, 9 mois et 5 jours  | SHINE 64                                | Chicago (Illinois)   | Elle bat Linsday Snow en finale d'un tournoi.                                                     | [ 11 ] |
| 6 | The WOAD          | 1     | 19 septembre 2021 | 9 mois                   | SHINE 68                                | Clearwater (Floride) |                                                                                                   | [ 12 ] |
| 7 | Renee Michelle    | 1     | 19 juin 2022      | 1 an, 2 mois et 8 jours  | SHINE 73                                | Clearwater (Floride) |                                                                                                   |        |
| 8 | Ivelisse          | 1     | 27 août 2023      | 1 an, 6 mois et 15 jours | WWNLive SuperShow - Mercury Rising 2023 | Clearwater (Floride) |                                                                                                   |        |

## Annexe